# Лавровка (Нижньогородська область)
Лавровка (рос. Лавровка) — присілок в Кстовському районі Нижньогородської області Російської Федерації.
Населення становить 44 особи. Входить до складу муніципального утворення Чернишихинська сільрада.

## Історія
Від 2009 року входить до складу муніципального утворення Чернишихинська сільрада.

## Населення
| 2002 | 2010 |
| ---- | ---- |
| 52   | ↘44  |